# Jan Cieluch
Jan Cieluch (ur. 19 czerwca 1866 w Wilczyskach, zm. 22 grudnia 1956 w Berdechowie) – polski polityk, działacz ruchu ludowego, poseł do Sejmu Krajowego Galicji oraz Sejmu II Rzeczypospolitej

## Życiorys
Był synem Jana, bogatego chłopa z Wilczysk w powiecie gorlickim oraz Marcjanny z Garlickich. Ukończył szkołę ludową w rodzinnej wsi i cztery klasy Gimnazjum im. Jana Długosza w Nowym Sączu. Objął odziedziczone po ojcu gospodarstwo w Berdechowie-Wyskitnej. Interesował się polityką, był terenowym korespondentem „Wieńca” i „Pszczółki” (przez krótki czas w jego domu ukrywał się poszukiwany przez władze austriackie ksiądz Stanisław Stojałowski), w późniejszym okresie także „Przyjaciela Ludu”, został członkiem Stronnictwa Ludowego.

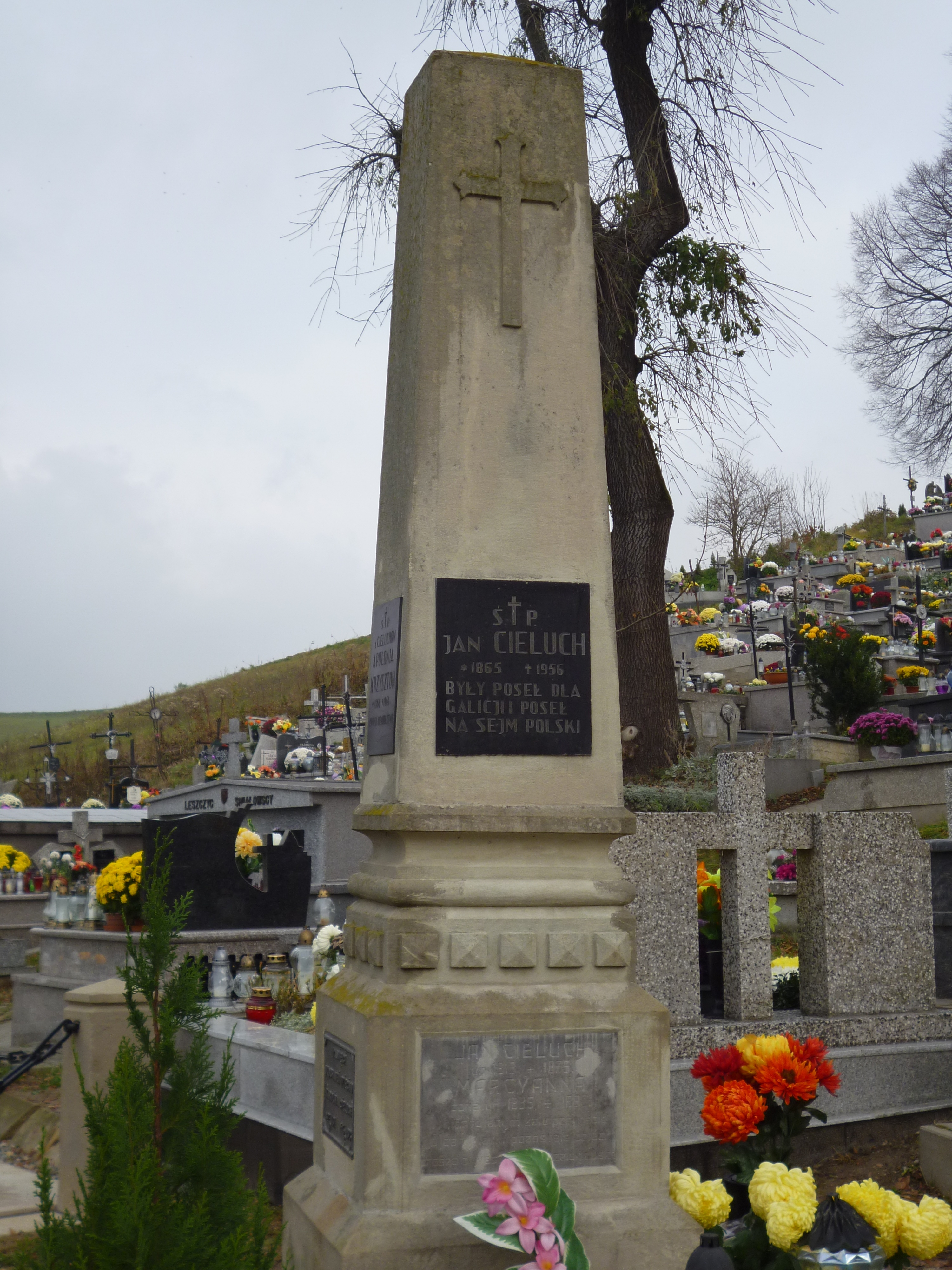
Grób Jana Cielucha w Wilczyskach

W 1896 roku został członkiem Rady Powiatowej w Grybowie, później pełnił funkcję jej wicemarszałka. Był uznawany za przywódcę chłopów w powiecie. W 1907 roku uzyskał funkcję zastępcy posła do Rady Państwa, w roku następnym został wybrany posłem do Sejmu Krajowego IX kadencji. Został również członkiem Rady Naczelnej PSL. W tym czasie zbliżył się do Wincentego Witosa i Adama Krężela, z którymi wspólnie wynajmowali pokój na czas obrad we Lwowie. W 1913 roku ponownie kandydował do Sejmu Krajowego, lecz przegrał wybory.
W trakcie rozłamu w Polskim Stronnictwie Ludowym (grudzień 1913) opowiedział się za Janem Stapińskim i jego PSL – Lewicą. Uczestniczył w spotkaniu lewicowych ludowców w Tarnowie 30 listopada 1918 roku, popierał politykę Gabriela Dubiela wobec rządu Jędrzeja Moraczewskiego. Wkrótce jednak przystąpił do mającego silniejszą pozycję w powiecie grybowskim PSL „Piast” i w 1922 roku uzyskał z jego listy mandat posła na Sejm I kadencji z okręgu wyborczego Tarnów. Uczestniczył w pracach komisji odbudowy kraju oraz komisji rolnej. Miał opinię człowieka flegmatycznego i małomównego. W 1926 roku był przeciwny podjęciu przez Witosa misji tworzenia nowego rządu. Po upływie kadencji Sejmu nie kandydował ponownie, poświęcając się pracy w gospodarstwie. Po zjednoczeniu ruchu ludowego w 1931 roku był przewodniczącym Zarządu Powiatowego Stronnictwa Ludowego w Grybowie, jednak pod koniec lat 30. przestał interesować się polityką. W okresie okupacji niemieckiej w jego gospodarstwie ukrywał się pod zmienionym nazwiskiem profesor Hugo Steinhaus z rodziną.
Jan Cieluch zmarł w 1956 roku i został pochowany na cmentarzu parafialnym w Wilczyskach.

W 2017 roku został pośmiertnie odznaczony Krzyżem Komandorskim  Orderu Odrodzenia Polski przyznanym przez prezydenta Andrzeja Dudę za ukrywanie i uratowanie przed zagładą Żydów
podczas okupacji niemieckiej.